# Bidin' My Time
Bidin' My Time is een lied van George Gershwin uit de musical Girl Crazy van 1930 op tekst van Ira Gershwin. Het lied werd het eerst uitgevoerd door The Foursome tijdens de première van Girl Crazy op 29 september 1930 in Philadelphia.
'Bidin' My Time' is naast 'I Got Rhythm', 'Embraceable You', 'Boy! What Love Has Done to Me!' en 'But Not for Me' een van de vijf grote hits uit de musical. Het lied is vaak door jazzartiesten gecoverd.
Het lied wordt ook gebruikt in de verfilming van de musical uit 1931, de film When the Boys Meet the Girls (1965), de film An American in Paris (1951) en de musical Crazy for You (1992).

## Bijzonderheden
Het lied is een parodie op de 'cowboy'- of hillbilly-muziek uit de jaren twintig, de muziek die populair gemaakt is door Jimmy Rodgers en de Carter Family, en waarin het folk-achtige onderstreept en versterkt wordt door The Foursome te laten spelen op mondharmonica, mondharp, ocarina en een tinwhistle, het jargon en het sentiment van de cowboy.

## Kenmerken muziek
In eerste instantie bestond het refrein uit 32 maten. Daarna werd het acht maten ingekort. Toen het eenmaal van een A-A-B-A-vorm ingekort was tot de wat kortere liedvorm A-B-A klonk het veel logischer en meer folkachtig.
Het lied staat in Es-majeur en heeft een 4/4-maatsoort met als tempo: Moderato Swing.

De eerste vier maten van het lied:

## Vertolkers (selectie)[4]
- Nat King Cole
- Ella Fitzgerald
- Judy Garland
- Teddi King
- Margaret Whiting
- Sarah Vaughan
- Chris Hillman
- Willard White
- Peter Nero
- Georgie Fame
- Peter Noone
- Herman's Hermits
- John Hicks
- Joe Pass
- John Pisano
- Jim Hughart
- Shelly Manne
- Gene Kelly
- Leslie Caron
- Ruby Braff
- Dorothy Carless
- Dickie Valentine
- Stanley Black
- Enoch Light
- Hank Jones
- Benny Carter
- Les Elgart
- Marty Bell
- Don Heller
- John Mauceri
- Lorna Luft
- Mitch Miller
- David Garrison
- Richard Hayman
- Johnny Hartman
- Lena Jansson
- Jackie & Roy
- Woody Herman
- Tommy Dorsey
- Cleo Laine
- Carol Kidd
- Ben Webster
- Harry Edison
- The Four Lads
- Nina Simone
- Judy Garland